# Polygonum molliiforme
Polygonum molliiforme är en slideväxtart som beskrevs av Pierre Edmond Boissier. Polygonum molliiforme ingår i släktet trampörter, och familjen slideväxter. Inga underarter finns listade i Catalogue of Life.